# غرانين
غرانين (كروموغرانين، وسيكريتوغرانين) هي عائلة بروتينية من البروتينات المنظمة الإفراز الموجودة في لب الهرمونات الأمينية والببتيدية، كما توجد في الحويصلات الإفرازية للنواقل العصبية.